# بالاماس
بالاماس: (باليونانية: Παλαμάς)، (بالإنجليزية:Palamas)، بلدة يونانية ومركز لبلدية تقع في وسط البلاد ضمن مقاطعة كارذيتسا التي تتبع إدارياً لإقليم ثيساليا الإداري.

## الموقع والسكان
تقع بالاماس على ارتفاع (104) م. عن مستوى سطح البحر، في وسط السهل الثيسالي، في منطقة منبسطة تخترقها روافد نهر بينيوس الآتية من جهة الجنوب وأهمها نهرا سوفاذيتيكوس (Sofaditikos) وَ إينيبياس (Enipeas) حيث تقع البلدة تماماً في منتصف المسافة بين هذان النهران اللذان يلتقيان ببعضهما على بعد تسعة كيلومترات شمال البلدة.
تبعد بالاماس مسافة (20) كيلومتر إلى الشمال الشرقي من كارذيتسا عاصمة المقاطعة، ومسافة (37) كيلومتر إلى الجنوب الغربي من لاريسا عاصمة إقليم ثيساليا الإداري، بينما تبعد مسافة (290) كيلومتر عن أثينا عاصمة البلاد.
يبلغ عدد سكان البلدة (5,600) نسمة، بينما يبلغ عدد سكان بلدية بالاماس كاملةً حوالي (10) آلاف نسمة (تعداد السكان لعام 2001) وبالتالي تكون ثالث أكبر بلدة في مقاطعة كارذيتسا بعد مدينة كارذيتسا وَسوفاذس.

## متفرقات
- تقع البلدة في وسط سهل زراعي خصب، واقتصادها يعتمد بشكل شبه كلي على الزراعة وخاصةً الـقطن، والـشوندر. والزراعات الـعلفية، وتربية الماشية.
- توجد في البلدة محطة أبحاث زراعية مكرسة لاستنباط وتهجين أصناف جديدة من القطن.

## وصلات خارجية
- موقع البلدة الرسمي